# Idaea agrammaria
Idaea agrammaria là một loài bướm đêm trong họ Geometridae.